# Moerkerke
Moerkerke – dzielnica (deelgemeente) miasta Damme w Belgii, w Regionie Flamandzkim, w prowincji Flandria Zachodnia, w okręgu Brugia. 1 stycznia 2020 roku liczyła 314 mieszkańców. Do 31 grudnia 1970 samodzielna gmina.

## Demografia
Liczba mieszkańców, stan na 1 stycznia:
| Rok                | 1930 | 1947 | 1961 | 2020 |
| ------------------ | ---- | ---- | ---- | ---- |
| Liczba mieszkańców | 2730 | 2858 | 2953 | 2959 |